# Ignacio Merino
Pour les articles homonymes, voir Merino.
Ignacio Merino Muñoz (né le 30 janvier 1817 à Piura au Pérou et mort le 17 mars 1876 à Paris) est un peintre péruvien.

## Biographie
Peintre d'histoire et de sujets de genre, Ignacio Merino est considéré comme l'un des plus importants artistes péruviens du XIXe siècle. Il est l'élève de Monvoisin et de l'École des Beaux-Arts, et ses études en Europe influencent fortement son style et le choix des sujets de ses œuvres. Il figure au Salon de Paris de 1850 à 1875.
Il meurt célibataire à son domicile du boulevard de Clichy, à l'âge de 57 ans. Il est inhumé au cimetière du Père-Lachaise (53e division).

## Œuvre

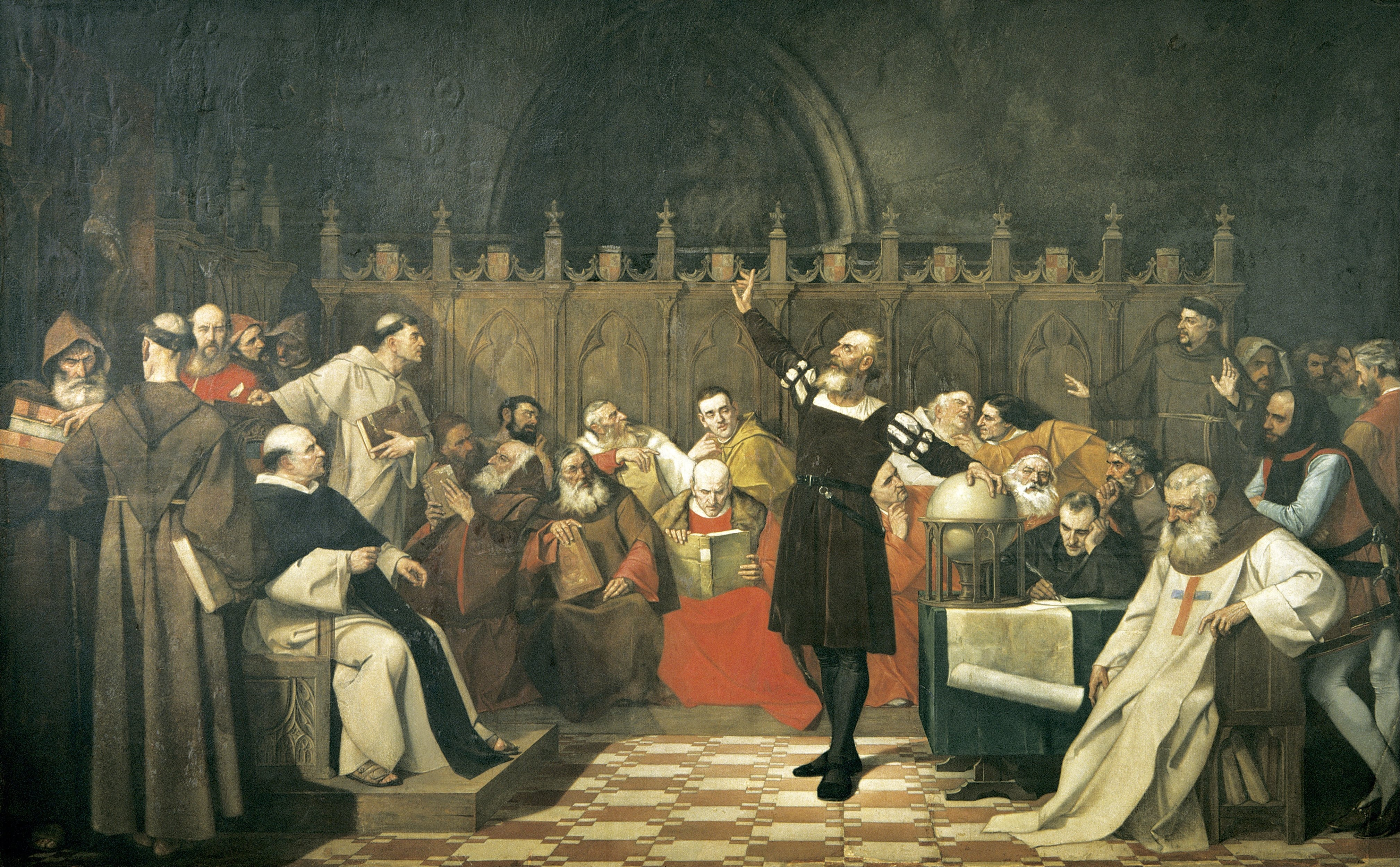
Christophe Colomb à Salamanque, musée d'art de Lima

Inspiré de Eugène Delacroix et de Paul Delaroche, ses œuvres ont souvent un thème inspiré d'un événement historique, ou tiré des grandes œuvres littéraires européennes, entre autres, Shakespeare, Scott ou Cervantès.
Ses peintures ont inspiré Jules Verne pour écrire Martin Paz, nouvelle publiée dans le Musée des familles.